# Ezio Galon
Pour les articles homonymes, voir Galon (homonymie).

a Compétitions nationales et continentales officielles uniquement.

b Matchs officiels uniquement.
Dernière mise à jour le 7 novembre 2024.
Ezio Galon, né le 22 juillet 1977 à Trévise (Italie), est un joueur de rugby à XV, jouant aux postes d'Arrière, ailier et de centre. Il joue en équipe d'Italie entre 2001 et 2008.

## Carrière

### En équipe nationale
Il a honoré sa première cape internationale en équipe d'Italie le 3 février 2001 contre l'équipe d'Irlande.

## Palmarès
- 19 sélections en équipe d'Italie entre 2001 et 2008
- 1 essai (5 points)
- Sélections par année : 1 en 2001, 3 en 2005, 3 en 2006, 7 en 2007, 5 en 2008
- Tournois des Six Nations disputés : 2001, 2006, 2007, 2008

En coupe du monde :
- 2007 : 3 sélections (Nouvelle-Zélande, Roumanie, Écosse)